# سفر به کافرستان
سفر به کافرستان (جرمنی: Die Reise nach Kafiristan) یک فیلم آلمانی ۱۰۵ دقیقه‌ای به کارگردانی دوناتلو دوبینی و فوسکو دوبینی محصول ۲۰۰۱ میلادی، در مورد سفر سال ۱۹۳۹ آنه ماری شوارتسنباخ و الا مایار به افغانستان است. کافرستان، عنوانی است که به منطقه نورستان، در شرق افغانستان و هم‌مرز با منطقه خیبر پختونخوا پاکستان، به دلیل مسلمان نبودن مردم آنجا، پیش از فتح آن در ۱۸۹۶ (۱۲۷۵) با دستور عبدالرحمان، امیر افغانستان داده شده بود.

## داستان
در سال ۱۹۳۹، آنه ماری شوارتسنباخ نویسنده و الا مایار متخصص قوم‌شناس، با هم با اتومبیل به کابل سفر می‌کنند، اما هر کدام در پی پروژه خود هستند. آنه ماری شوارتسنباخ، که در دهه سی از دوستان حلقه ای اریکا و کلاوس مان بود، برای یافتن خویشتن در جستجوی مکانی برای پناهگاه در خاور نزدیک است. الا مایار بی‌قراری خود، نیاز او به حرکت و مسافرت را با بهانه ای علمی توجیه می‌کند: او دوست دارد در دره مرموز کافرستان گشت و گذار کند و با انتشاراتی در مورد زندگی باستانی عشایر در آنجا نام خود را به دست‌آورد. هر دو زن در حال فرار هستند، اما تحولات سیاسی و زندگی‌نامه شخصی آنها بارها و بارها آنها را تسخیر می‌کند. سفر متقابل آنها در دنیای خارج، که از ژنو از طریق بالکان و ترکیه به ایران ادامه دارد، با یک داستان عاشقانه لطیف، دنیای درونی و احساسات ترکیب می‌شود.

## لینک
https://www.imdb.com/title/tt0207051/